# Dachstein (Marke)
Dachstein ist ein Markenname im Besitz der finnischen Firma Luhta Sportswear. Dachstein bietet Bergschuhe, Wanderschuhe, Sportschuhe und Freizeitschuhe an.

## Geschichte
Im Jahr 1925 gründete der Schuhmacher Anton Lintner eine Schuhmacherei in Molln (Oberösterreich) und gab der Firma den Namen Dachstein, in Anlehnung an den höchsten Berg von Oberösterreich und der Steiermark.
1954 startete die industrielle Fertigung von Skischuhen und Bergschuhen, durchwegs noch aus Leder. Um 1970 wurde mit Polyurethan experimentiert und entstand der Typ Concord mit Jetstütze (= hinten höherer Schaftabschluss) und fast vollflächiger Auflage von etwa 1 mm starkem, gelbem Polyurethan am Schaft.

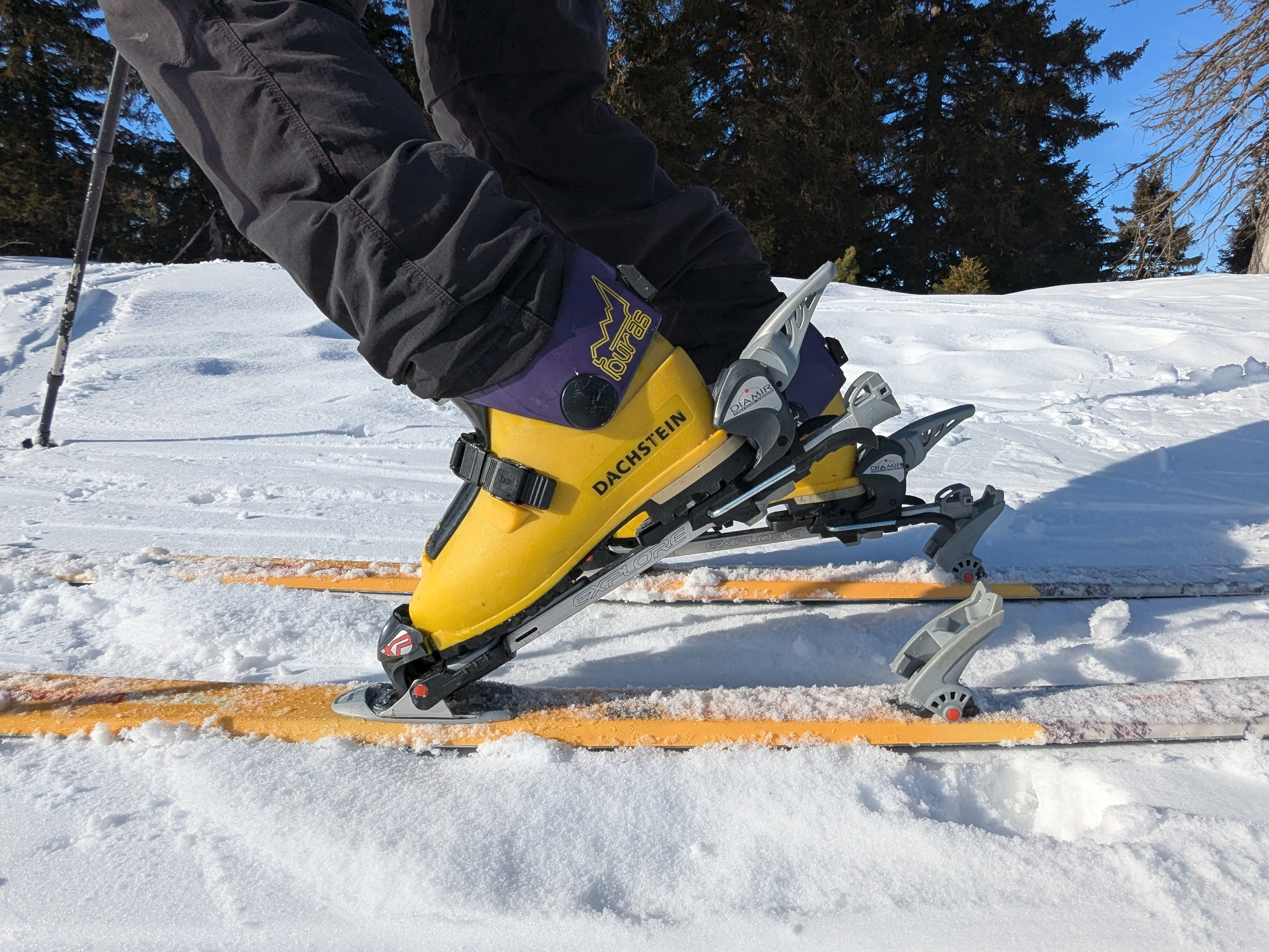
Tourenskischuh

Um 1972 entstand der erste Schischuh aus massiver gelber Kunststoffschale, klassisch mit Dehnschlitz vorne und Zunge, in zwei Varianten, eine davon mit extrem hoher, markanter Jetstütze. Dieser Schuhtyp hatte zwei völlig neue Besonderheiten an der Sohle: sie hatte unten parallele Seitenkanten, die es dank fast rechtwinkeligem Querschnitt und plan anschließenden Flächen erlaubten, auf hart gepresstem Schnee einer Piste alleine mit den Schuhen unter Kanteneinsatz abzufahren. Die einzigen Vertiefungen in der sonst planen Sohlenunterseite waren die Räume neben den extrafetten Buchstaben des Schriftzugs DACHSTEIN auf einem mittleren Längsstreifen von etwa 40 % Breite. So wurde beim Gehen auf nicht zu hartem Schnee der Markenname fast schuhlang gut leserlich eingeprägt hinterlassen. Zugleich gelang es leicht, vor dem Einstieg in die Bindung eventuell an der Sohle anhaftenden Schnee abzustreifen. Die Rutschsicherheit beim Gehen war andererseits gering.
Im Jahr 1979 wurde die Produktpalette um die Bereiche Langlaufschuhe, Freizeitschuhe und Joggingschuhen erweitert. In der ersten Hälfte der 1980er war die Firma Dachstein ein bekannter und erfolgreicher Hersteller von Skischuhen für den alpinen Skirennsport.
1992 fusionierte Dachstein mit der Firma Kneissl zu der Kneissl Dachstein Sportartikel AG. 1998 erwarb Kneissl Dachstein Sportartikel GmbH die Schweizer Skischuhfirma Raichle Boots AG und benannte die neue Firma Kneissl & friends. Im neuen Markenkonzept spielte die Marke Dachstein nur mehr eine untergeordnete Rolle. 2003 erwarb die Deeluxe Sportartikel GmbH die Markenrechte und Vertriebsrechte für Dachstein und brachte noch im gleichen Jahr die erste Kollektion auf den Markt.
Im Jahr 2013 wurde die Marke Dachstein aus der Deeluxe Sportartikelhandel GmbH herausgelöst und als Dachstein Outdoor & Lifestyle GmbH neu gegründet. Dabei stand die Firma unter einer Mehrheitsbeteiligung der Austro Holding. 2019 übernahm die finnische Unternehmensgruppe Luhta Sportswear die Firma Dachstein zu 100 Prozent.

## Erfolge als Ausrüster im Skisport
| Jahr    | Erfolg(e)                                                                                                   |
| ------- | --- |
| 1977    | Goldmedaille im Abfahrts-Weltcup der Damen                                                                  |
| 1978    | Zwei Goldmedaillen und eine Bronzemedaille bei den Alpinen Skiweltmeisterschaften in Garmisch-Partenkirchen |
| 1980    | Zwei Goldmedaillen und eine Silbermedaille bei den Olympischen Winterspielen in Lake Placid                 |
| 1982    | Bronze bei der Alpinen Skiweltmeisterschaft in Schladming                                                   |
| 1982/83 | Erfolgreichste Schuhmarke im Alpinen Skiweltcup (6 Weltcupsiege)                                            |
| 1983/84 | Goldmedaille im Alpinen Skiweltcup bei den Herren, Goldmedaille bei den Olympischen Spielen in Sarajevo     |
| 1985    | Erfolgreichste Schuhmarke bei der Alpinen Skiweltmeisterschaft in Bormio                                    |